# Dora (Zeichentrickserie)
Dora (englisch Dora the Explorer) ist eine US-amerikanische Zeichentrickserie des Fernsehsenders Nickelodeon.
Die Serie soll besonders die lateinamerikanische Bevölkerung der USA ansprechen.

## Inhalt
Die siebenjährige Dora reist mit ihrem Affen Boots, Map der Karte und ihrem Rucksack Backpack um die Welt. Sie ist eine Latina und spricht Englisch und Spanisch. Auf ihren Reisen erlebt sie mit verschiedenen Personen Abenteuer und hilft ihnen Rätsel zu lösen.
In der deutschen Version sprechen Dora und ihre Freunde hauptsächlich Deutsch und Englisch, lassen jedoch teilweise einige Worte auf Spanisch einfließen. Damit sollen den Vorschulkindern die Grundbegriffe der englischen Sprache (Zahlen, Himmelsrichtungen, einfache Wörter) beigebracht werden. Die Sendung dient zur bilingualen Vorschulerziehung.

## Figuren
Dora ist ein lateinamerikanisches Mädchen, das mit ihren Freunden die Welt entdeckt. Sie ist sehr hilfsbereit und meistens unterwegs, um ihren Freunden zu helfen.
Boots ist ein kleiner Affe und Doras bester Freund. Seinen Namen hat er von seinen roten Stiefeln, laut Boots eine Sonderanfertigung.
Benny ist ein Stier und Doras und Boots bester Freund. Er hat oft Probleme, weshalb er oft Dora zu Hilfe holt.
Swiper ist ein diebischer Fuchs, der gerne Sachen stiehlt und sie dann versteckt. Sein Erkennungszeichen ist ein raschelndes Geräusch, das immer ertönt, wenn er etwas stehlen will. Mit den Worten „Swiper nicht klauen“ lässt er sich verscheuchen.
Backpack ist ein sprechender Rucksack, der immer das parat hat, was Dora und Boots brauchen.
Map ist eine sprechende Karte, die fast immer in Backpacks rechter Tasche steckt. Er kennt sich in Sachen Orientierung am besten aus.
Das Party-Trio ist ein Musikantentrio, bestehend aus einer Schnecke, einem Grashüpfer und einem Frosch. Sie spielen immer einen Tusch, wenn Dora und Boots ein Hindernis gemeistert haben.
Tico ist ein englischsprachiges (im Original spanischsprachiges) Eichhörnchen. Tico ist der Fachmann für Fortbewegung, jedoch kann er Dora meistens nicht verstehen. In manchen Folgen kann er allerdings auch ein wenig Deutsch (im Original Englisch) sprechen.
Der grummlige Troll ist ein kleiner gelber Troll, der unter einer Brücke lebt. Er verweigert Dora und ihren Freunden seine Brücke zu überqueren, bis sie sein Rätsel gelöst haben. Ein Running Gag ist, dass er immer singt, wenn er aus seiner Brücke rauskommt.
Diego ist Doras Cousin, der lebenslustig und fröhlich wirkt. Sein Lieblingstier ist ein Gepard, der oft zu sehen ist, sobald er mitspielt.

## Konzeption
In jeder Folge der Serie sind erzieherische Elemente eingebaut.

## Veröffentlichung
Die Pilotepisode wurde im Jahr 1999 in den USA ausgestrahlt. Am 14. August 2000 startete die erste Staffel der Serie. Für die Figur Diego wurde 2003 eine eigene Serie mit dem Titel Go, Diego, Go! produziert.
Telemundo sendete die Serie auf Spanisch. Insgesamt wurde Dora in 15 Sprachen übersetzt. Dabei wurde bei den meisten Übersetzungen eine Bilingualität mit Englisch beibehalten. In Deutschland läuft die Serie regelmäßig im Programmfenster Nick Jr. des Privatsenders Nickelodeon unter dem Namen Dora.
2014 wurde die Serie durch die Nachfolgeserie Dora and Friends: Into the City! ersetzt, die bis 2017 produziert wurde.

## Synchronisation
Für die deutsche Vertonung sind Gerrit Schmidt-Foß und Gundi Eberhard verantwortlich, die gemeinsam die Dialogregie führen und zudem kleinere Nebenrollen in der Serie sprechen.
| Rolle         | Englische Synchronsprecher                                                        | Deutsche Synchronsprecher                                                          |
| ------------- | --------------------------------------------------------------------------------- | ---------------------------------------------------------------------------------- |
| Dora          | Kathleen Herles (2000–2008) Caitlin Sanchez (2008–2012) Fátima Ptacek (2012–2015) | Kira Herbing                                                                       |
| Boots         | Harrison Chad                                                                     | Aljosha Fritzsche (1. Stimme) Paul Vetter (2. Stimme)                              |
| Swiper        | Marc Weiner                                                                       | Bernhard Völger                                                                    |
| Isa           | Ashley Flemming                                                                   | Lisa Meyer Clara Drews                                                             |
| Map           | Marc Weiner                                                                       | Sven Plate                                                                         |
| Backpack      | Alexandra Suarez Sasha Toro                                                       | Hannes Maurer                                                                      |
| Diego         | Felipe Dieppa                                                                     | Johannes Walenta (1. Stimme) David Wittmann (2. Stimme) Nicolas Rathod (3. Stimme) |
| Tico          | Jose Zelaya Muhammed Cunningham                                                   | Sebastian Carewe                                                                   |
| Kleiner Stern | Amy Principe                                                                      | Jamie Lee Blank                                                                    |
| Little Bull   | Wolfgang Scheitinger                                                              | Jonas Schmidt-Foß                                                                  |

## Merchandising
Mit den Figuren der Serie wurden DVDs, Spielfiguren, Kosmetikprodukte, Taschen, Bücher, Puppen, Brettspiele und anderes Spielzeug herausgebracht. 2005 erschien das Spiel Dora the Explorer: Journey to the Purple Planet für die Playstation 2 und den Nintendo GameCube. Das zur Serie auf den Markt gebrachte Merchandise brachte allein im Jahr 2004 eine Milliarde Dollar Umsatz, seit 2001 insgesamt über drei Milliarden.

## Weitere Veröffentlichungen und Veranstaltungen
Nickelodeon veranstaltet Theatervorstellungen zu Dora unter den Titeln Dora City of Lost Toys und Dora’s Pirate Adventure. Dabei wurde Dora in der ersten Produktion von Christina Bianco gespielt, in der zweiten von Danay Ferrer. In beiden Stücken wurde zum Finale das Lied Get On Your Feet von Gloria Estefan gespielt. Die Stücke wurden geschrieben von Chris Gifford, Regie führte Gip Hoppe.
2008 gab es Pläne, einen Realfilm fürs Fernsehen zu produzieren.
Am 10. Oktober 2019 kam eine Realverfilmung unter dem Titel Dora und die goldene Stadt mit Isabela Moner in der Titelrolle in die deutschen Kinos.
Im Children’s Museum of Manhattan wurde eine Ausstellung zur Serie organisiert, außerdem gibt es eine Reiseausstellung namens La Casa de Dora.

## Hilf Dora helfen
Im Rahmen der Aktion Nickelodeon Mach Mit! unterstützt Nickelodeon Deutschland seit 2008 unter dem Motto Hilf Dora helfen gemeinnützige Projekte in Deutschland.